# Telegram & Gazette
El Telegram & Gazette (así como su segmento dominical Sunday Telegram) es un periódico de la localidad de Worcester (Massachusetts), cuya sede se ubica en el 100 Front Street. Abreviado como T&G, el diario cubre todas las noticias del ondado de Worcester, además de Boston (Massachusetts Occidental) y varias ciudades del condado de Windham en Connecticut.
The Telegram es propiedad de Worcester Telegram & Gazette Corp, una empresa anteriormente afiliada a la compañía The New York Times (editor de The New York Times y The Boston Globe) entre los años 2000 a 2013. En 2013, el New York Times vendió a T & G y Globe a John W. Henry, dueño del Boston Red Sox, a pesar de que Henry vendería al periódico de Worcester tan pronto como sea posible. 
En 2014, Henry vendió al Halifax Media Group. En 2015, Halifax fue adquirida por el New Media Investment Group.

## Historia
Hasta los años 1980, dos noticieros de circulación diario—el Worcester Telegram o Telegrama de Worcester por la mañana y la Evening Gazette por la tarde— fueron publicados por la misma compañía, con redacciones separadas en algunos departamentos. Ambos fueron fusionados en una sola, la Telegram & Gazette, tras la adquisición de Chronicle Publishing Company, conocida por el San Francisco Chronicle, en 1986. La crónica vendió Telegrama & Gaceta a la Compañía de The New York Times en 1999.
Un año después, los dueños anteriores vendieron la estación radiofónica WTAG, que retransmitía las noticias de The Telegram, en 1987.

### Tirada
- 1999 – 107,400[5]
- 2012 – 74,563 (semanal)[6]

## Secciones y características

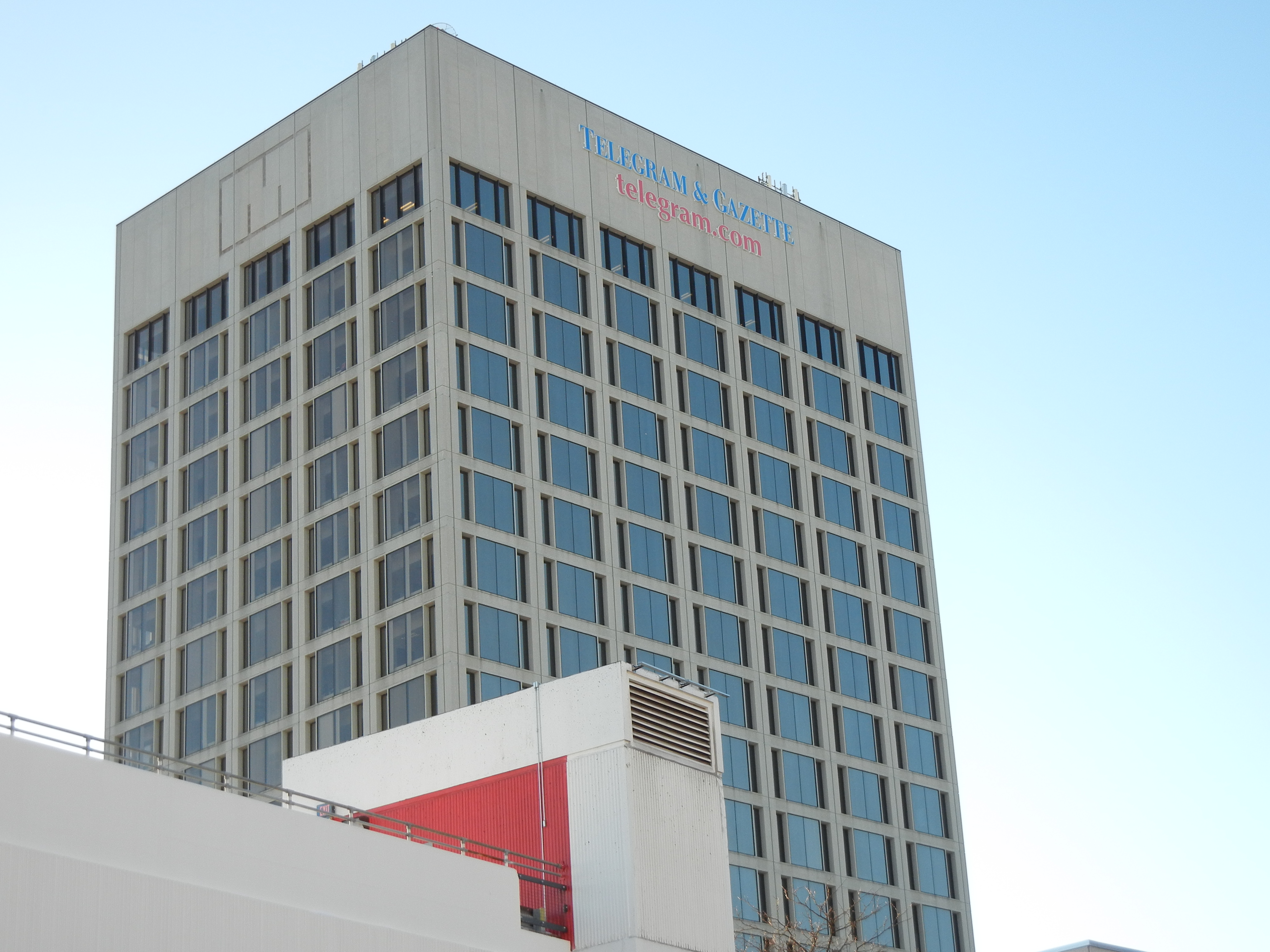
Vista actual de la sede, en 100 Front Street

El diario ''Telegram'' imprime cinco secciones: noticias, acontecimientos locales, deportes, economía, y una sección especial ("Salud" los lunes, "Personas" los martes y viernes, "Comida" los miércoles, y "Time Out" los jueves). 
En la página frontal de la sección local, dos comentaristas ofrecen "metro columnas": Dianne Williamson y Clive McFarlane. Los reporteros contribuyen en columnas regulares u ocasionales con nombres como "Worcester Diary," "Politics and the City", "South County Notebook", "Wachusett Watch", entre otros. La sección noticiosa local también incluye historias noticiosas locales y obtuarios.
Montachusett T&G también publica los jueves.
Todos los editoriales y cartas de los editores aparecen en sección de opinión regional y en páginas op-ed de la sección noticiosa principal.
Sunday Telegram incluye una lista de anuncios clasificados del condado, noticias, turismo y páginas editoriales, entre otros. Incluye al The Boston Globe con secciones de entretenimiento y viajes. En Telegram se reimprime algunos eventos de Globe como la temporada anual de esquí.
En el verano de 2010 anunció un nuevo modelo de pago de acceso gratis en la edición web para los suscriptores de la edición de papel. con el propósito de  atraer un mayor número de lectores en lo que sería un nuevo método económico. Esto dio lugar a que el tráfico en la web aumentase rápidamente. 

## Otras publicaciones
El Worcester Telegram & Gazette Corporation posee Coulter Press, el cual publica varios semanarios en nordeste de ciudades suburbanas y este de Worcester. El personal de The Telegram también puso en circulación el Worcester Living (anteriormente Worcester Quarterly), una revista de estilo de vida local. Antes de su venta a Community Newspaper Company en 1993, el T&G también publicó el Hudson Sun and Marlboro Enterprise, seminario empresarial en Middlesex County, Massachusetts.